# Microrregión de Guarulhos
La microrregión de Guarulhos es una de las microrregiones del estado brasileño de São Paulo perteneciente a la mesorregión Metropolitana de São Paulo. Su población fue estimada en 2010 por el IBGE en 1.347.639 habitantes y está dividida en tres municipios. Posee un área total de 776,956 km².

## Municipios
- Arujá, 74.818 habitantes;
- Guarulhos, 1.222.357 habitantes;
- Santa Isabel, 50.464 habitantes.